# 운암초등학교 (경기)
운암초등학교는 대한민국 경기도 오산시에 있는 공립 초등학교이다.

## 학교 연혁
- 1999. 03. 01 6학급 편성 개교
- 1999. 03. 08 병설유치원 개원
- 2012. 02. 14 제13회 졸업(165명 총:2,379명)
- 2012. 03. 01 26학급 편성 (특수 1학급)
- 2012. 03. 01 병설 유치원 3학급 편성(종일1학급)
- 2012. 09. 01 제7대 임영자 교장 선생님 부임
- 2013. 02. 18 제14회 졸업(169명, 총:2,548명)
- 2013. 03. 01 22학급 편성(특수 1학급)
- 2013. 03. 01 병설 유치원 3학급 편성(종일 1학급)
- 2014. 02. 14 제15회 졸업